# Mühlenstraße 1 (Quedlinburg)

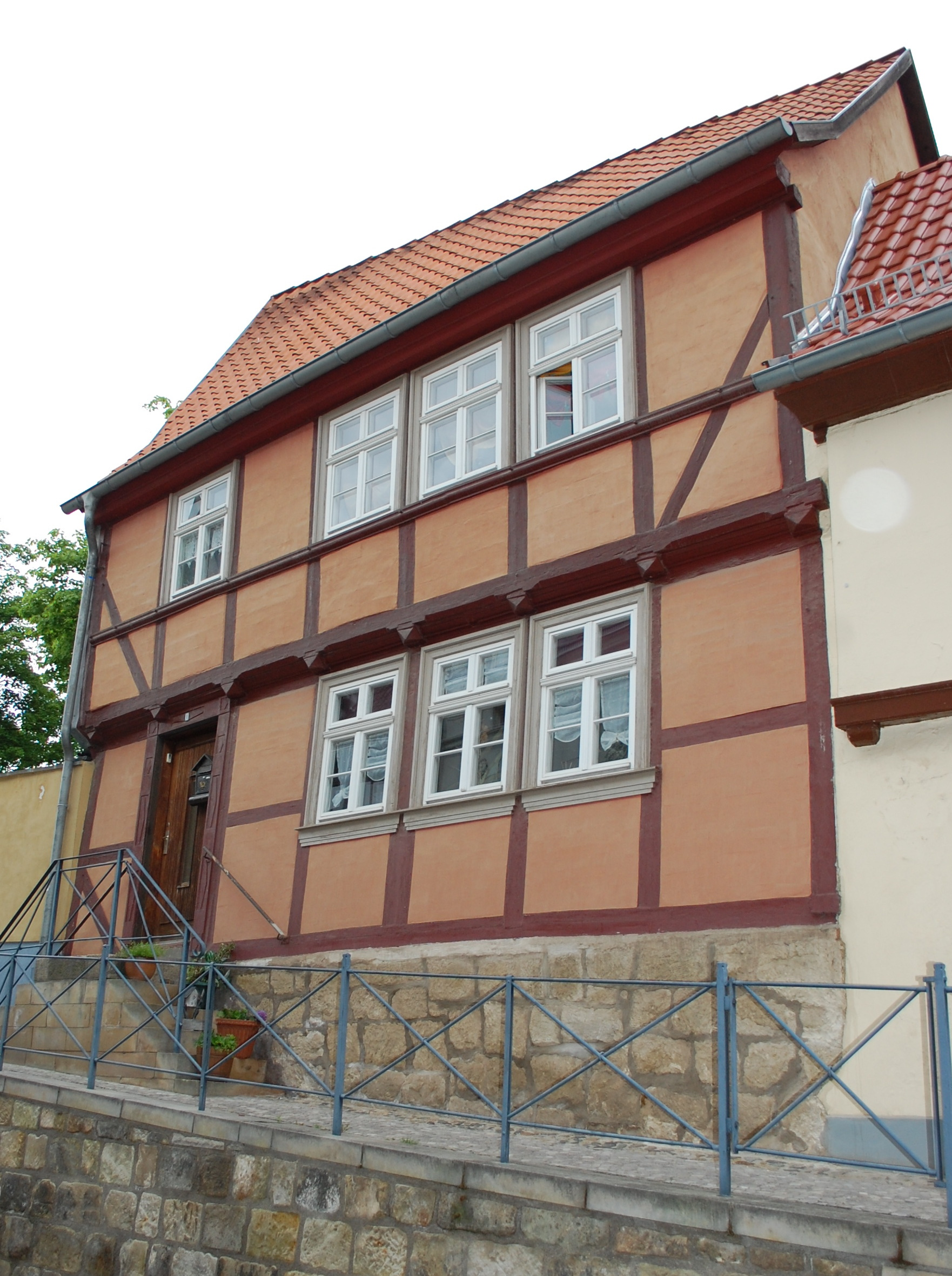
Mühlenstraße 1

Das Haus Mühlenstraße 1 ist ein denkmalgeschütztes Gebäude in der Stadt Quedlinburg in Sachsen-Anhalt. 
Es befindet sich südlich des Quedlinburger Schloßbergs erhöht über der Nordseite der Mühlenstraße. Auf der Rückseite des Hauses verläuft die Wassertorstraße. Das Gebäude gehört zum UNESCO-Weltkulturerbe und ist im Quedlinburger Denkmalverzeichnis eingetragen. Östlich grenzt das gleichfalls denkmalgeschützte Haus Mühlenstraße 2 an.

## Architektur und Geschichte
Das in Fachwerkbauweise errichtete Wohnhaus entstand in der Zeit um das Jahr 1700. Die Fachwerkfassade weist ein Brüstungsholz und Pyramidenbalkenköpfe als Verzierungen auf. Zur Straßenseite hin befindet sich eine doppelläufige Freitreppe.